# Epargyreus clarus
Epargyreus clarus (Cramer, 1775) è un lepidottero appartenente alla famiglia Hesperiidae, diffuso nel continente americano.

## Descrizione

### Adulto
È una farfalla di colore bruno scuro. L'apertura alare può misurare dai 4,5 ai 6 cm. Le ali anteriori presentano macchie arancioni e, verso l'apice, un gruppo di tre piccole macchie bianche. Sul lato inferiore delle ali posteriori è presente anche una macchia bianco-argentea. Le antenne hanno l'apice ricurvo e le ali di entrambi i sessi portano delle "code" molto tozze e corte.

### Larva
Il bruco è di colore verde chiaro con testa rossiccia e presenta dei disegni più scuri sul corpo.

## Biologia
L'adulto ha abitudini diurne. Nelle regioni a clima temperato vi è una sola generazione annuale, mentre in territori più meridionali a clima più caldo possono esserci due o tre generazioni all'anno.

## Distribuzione e habitat
È diffusa nelle foreste dell'America centro-meridionale e nel sud degli Stati Uniti.